# Campoletis periscelis
Campoletis periscelis là một loài tò vò trong họ Ichneumonidae.